# Louis de Berquin
Pour les articles homonymes, voir Berquin.
 (mai 2018).
 (avril 2025).
Louis de Berquin, né vers 1480 à Vieux-Berquin et brûlé vif le 17 avril 1529 en place de Grève à Paris, est un avocat, fonctionnaire, linguiste et réformateur religieux français.

## Biographie
Louis Berquin, gentilhomme d’Artois, avait un siège au conseil d’État. Ce gentilhomme de la Cour était un des hommes les plus savants du royaume, « le plus savant, dit Josse Bade, de toute la noblesse ». Les réformés l’ayant entrainé dans leur parti, Berquin accusa d’hérésie les professeurs de théologie de la Sorbonne. Dénoncé, il fut jeté en prison et sommé d’abjurer ses erreurs. Il refusa. Il était à la Conciergerie, privé de toutes les commodités de la vie. Il demanda qu’on voulût bien, du moins, lui permettre d’avoir une écritoire, du papier et des livres. Par dérision, ses anciens collègues du Parlement lui envoyèrent les Épitres de saint Jérôme, mais l’encre et le papier lui furent interdits. La princesse Marguerite de Navarre et le grand maître, à sa prière, intercédèrent pour lui. Le roi  François Ier qui, rentré de sa captivité à Madrid, était à Amboise, envoya deux archers pour l’enlever à la Conciergerie et le conduire au Louvre. Le parlement s’opposa provisoirement à ce transport : on travaillait au château du Louvre, et comme il y avait un grand nombre d’ouvriers employés à ces travaux, quelque complice de Berquin aurait pu se mêler à ces gens et favoriser son évasion. Or un si grand criminel ne pouvait être trop étroitement surveillé et, à la requête de Noël Béda, la cour allait le juger, c’est-à-dire l’envoyer au bûcher, quand le roi, sollicité de toutes parts en faveur de Berquin, ordonna de surseoir au jugement.
Il voulait libérer la France du pouvoir du pape et recommença bientôt ses prédications. Il fut alors arrêté de nouveau. Louise de Savoie et Duprat étaient bien décidés à se débarrasser d’un homme si dangereux. Les fréquentes absences de Marguerite depuis son mariage avec le roi de Navarre en 1527 eurent pour conséquence d’affaiblir son action immédiate sur son frère, ce que le parti de l’intolérance sut mettre à profit. Dans la nuit du lundi de la Pentecôte, 1er juin 1528, une statue de la Vierge avait été abattue et mutilée au quartier Saint-Antoine, on en rendit responsable tous les réformés, et on reprit le procès de Berquin qui, le 16 avril 1529, fut condamné à faire triple amende honorable au Palais, à la Grève, et au parvis Notre-Dame, pour « avoir tenu la secte de Luther » et pour les « mauvais livres faits par lui contre la majesté de Dieu et de sa glorieuse mère », puis à être enfermé pour toute sa vie dans les prisons de l’évêque de Paris, sans livres, encre, ni plume. » Ses livres furent d’abord brulés en sa présence ; on le mit ensuite au pilori, on lui perça la langue avec un fer rouge, on lui imprima sur le front l’image d’une fleur de lis, et on l’envoya mourir dans les prisons.
Après avoir subi ce supplice, Berquin, espérant que le roi interviendrait encore en sa faveur, appela devant la cour de Rome et devant le grand conseil de la sentence contre lui rendue. Cet appel n’eut d’autre résultat que de le faire brûler le lendemain. Sur son refus de se rétracter, dès le lendemain, le Parlement le condamna à être brûlé avec ses livres et ordonna l’exécution place Maubert,, le jour même, « en grande diligence afin qu’il ne fût secouru du roi ni de Madame la régente qui étaient alors à Blois », dit le Journal d'un bourgeois de Paris. On le conduisit au supplice dans un tombereau. Il voulut parler, mais les cris des soldats étouffèrent sa voix, et il se livra sans murmure à ses exécuteurs en disant : « Pourquoi les haïrais-je ? Ils me conduisent à la maison de mon père. » Toutes ses œuvres originales sont perdues ; seules demeurent quelques-unes de ses traductions d’Érasme.